# دوغلاس إي. فينتر
دوغلاس إي. فينتر (بالإنجليزية: Douglas E. Winter)‏ هو محامي وكاتب أمريكي، ولد في 30 أكتوبر 1950 في سانت لويس في الولايات المتحدة.